# 迪马特雷陨击坑

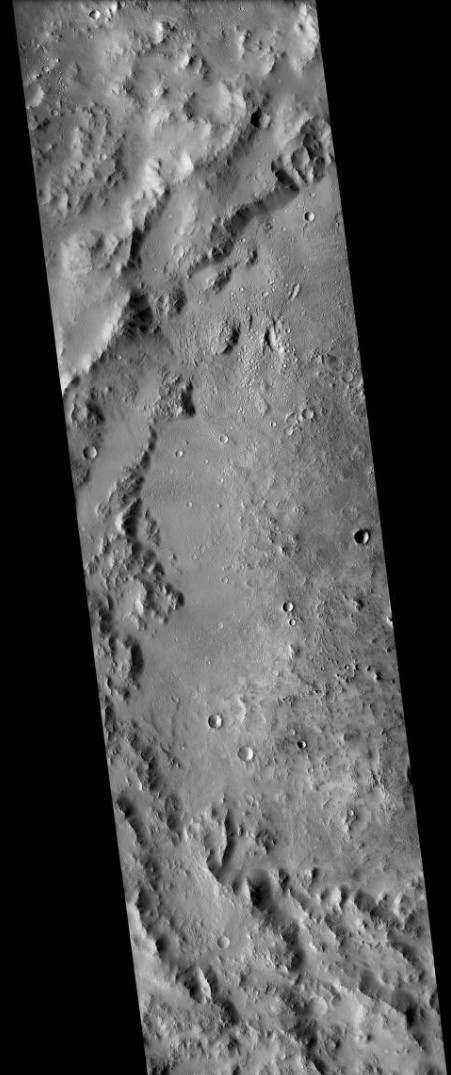
火星勘测轨道飞行器背景相机拍摄的迪马特雷陨击坑西侧部分。

迪马特雷陨击坑(Du Martheray)是火星阿蒙蒂斯区的一座撞击坑，中心坐标位于北纬5.5度、西经266.5度处,直径102公里，其名称取自瑞士医生、业余天文学家暨诗人莫里斯·迪马特雷（1892年-1955年），1973年被国际天文联合会正式批准接受。

## 另请查看
- 撞击坑
- 撞击事件
- 火星撞击坑
- 火星矿石资源
- 行星体系命名法